# Roberto Nobile
Roberto Nobile (Verona, 11 novembre 1947 – Roma, 29 luglio 2022) è stato un attore italiano.

## Biografia
Di origini ragusane, nato in Veneto ma romano d'adozione, fu attivo per quasi quarant'anni nel cinema e nella televisione. Nel corso della sua carriera lavorò con famosi registi italiani come Gianni Amelio, Giuseppe Tornatore, Michele Placido, Nanni Moretti ed Ermanno Olmi, e prese parte ad alcune importanti produzioni internazionali.
Ottenne popolarità presso il pubblico televisivo grazie ai ruoli di Antonio Parmesan in Distretto di Polizia, del quale sceneggiò anche gli episodi Di padre in figlio e Legami mortali, e di Nicolò Zito nel Commissario Montalbano. 
Nel 2008 scrisse il libro Col cuore in moto. 
Morì a Roma il 29 luglio 2022, all'età di 74 anni.

## Filmografia

### Cinema
- Festa di laurea, regia di Pupi Avati (1984)
- Una domenica sì, regia di Cesare Bastelli (1985)
- Ultimo minuto, regia di Pupi Avati (1987)
- Porte aperte, regia di Gianni Amelio (1990)
- Stanno tutti bene, regia di Giuseppe Tornatore (1990)
- Le amiche del cuore, regia di Michele Placido (1992)
- Giovanni Falcone, regia di Giuseppe Ferrara (1993)
- Caro diario, regia di Nanni Moretti (1993)
- Il giudice ragazzino, regia di Alessandro Di Robilant (1994)
- Prestazione straordinaria, regia di Sergio Rubini (1994)
- La scuola, regia di Daniele Luchetti (1995)
- Vesna va veloce, regia di Carlo Mazzacurati (1996)
- La mia generazione, regia di Wilma Labate (1996)
- Santo Stefano, regia di Angelo Pasquini (1997)
- Una donna del nord (Een vrouw van het noorden), regia di Frans Weisz (1999)
- Prime luci dell'alba, regia di Lucio Gaudino (2000)
- Il manoscritto del Principe, regia di Roberto Andò (2000)
- Il grande botto, regia di Leone Pompucci (2000)
- Lupo mannaro, regia di Antonio Tibaldi (2000)
- Non dire gatto, regia di Giorgio Tirabassi (2001)
- La stanza del figlio, regia di Nanni Moretti (2001)
- Luce dei miei occhi, regia di Giuseppe Piccioni (2001)
- Giravolte, regia di Carola Spadoni (2001)
- Sotto il sole della Toscana (Under the Tuscan Sun), regia di Audrey Wells (2004)
- Tickets, regia di Ermanno Olmi, Abbas Kiarostami e Ken Loach (2005)
- Caos calmo, regia di Antonello Grimaldi (2008)
- Dieci inverni, regia di Valerio Mieli (2009)
- Nine, regia di Rob Marshall (2009)
- Habemus Papam, regia di Nanni Moretti (2011)
- Terramatta, regia di Costanza Quatriglio (2012) – voce narrante
- Regalo a sorpresa, regia di Fabrizio Casini (2013)
- Ameluk, regia di Mimmo Mancini (2015)
- Abbi fede, regia di Giorgio Pasotti (2020)
- Ritorno al presente, regia di Toni Fornari e Andrea Maia (2022)

### Televisione
- La piovra 7 - Indagine sulla morte del commissario Cattani, regia di Luigi Perelli – miniserie TV (1995)
- Uno di noi – serie TV, 2 episodi (1996)
- La piovra 8 - Lo scandalo, regia di Giacomo Battiato – miniserie TV (1997)
- Un posto al sole (1998)
- Il commissario Montalbano – serie TV, 24 episodi (1999-2019)
- Ultimo - La sfida, regia di Michele Soavi – miniserie TV (1999)
- Distretto di Polizia – serie TV, 180 episodi (2000-2008)
- Don Matteo – serie TV, episodio 3x10 (2002)
- Stiamo bene insieme – serie TV (2002)
- Luisa Sanfelice, regia di Paolo Taviani – miniserie TV (2004)
- Raccontami una storia, regia di Riccardo Donna – miniserie TV (2004)
- Giovanni Paolo II, regia di John Kent Harrison – miniserie TV (2005)
- La provinciale, regia di Pasquale Pozzessere – miniserie TV (2006)
- Chiara e Francesco, regia di Fabrizio Costa – miniserie TV (2007)
- Io ti assolvo, regia di Monica Vullo – film TV (2008)
- Il commissario Manara – serie TV, episodio 1x11 (2009)
- Sotto il cielo di Roma, regia di Christian Duguay – miniserie TV (2010)
- Amanda Knox (Amanda Knox: Murder on Trial in Italy), regia di Robert Dornhelm – film TV (2011)
- Un Natale per due, regia di Giambattista Avellino – film TV (2011)
- Il sogno del maratoneta, regia di Leone Pompucci – miniserie TV (2012)
- Nero Wolfe – serie TV, episodio 1x01 (2012)
- Una grande famiglia – serie TV, 6 episodi (2012-2015)
- Il tredicesimo apostolo – serie TV (2014)
- Squadra mobile – serie TV, episodio 1x02 (2015)
- Baciato dal sole, regia di Antonello Grimaldi – miniserie TV (2016)
- Di padre in figlia, regia di Riccardo Milani – miniserie TV, 2 puntate (2017)
- Maltese - Il romanzo del Commissario, regia di Gianluca Maria Tavarelli – miniserie TV (2017)
- Gli orologi del diavolo – serie TV (2020)